# Cruzeiro do Iguaçu
Cruzeiro do Iguaçu este un oraș în Paraná (PR), Brazilia.